# Бой при Эмсдорфе
Бой при Эмсдорфе (нем. Gefecht bei Emsdorf) — сражение Семилетней войны, во время которого 16 июля 1760 года неподалёку от Марбурга силами союзной армии под командованием наследного принца Брауншвейгского был почти полностью уничтожен французский отряд барона Глаубица.

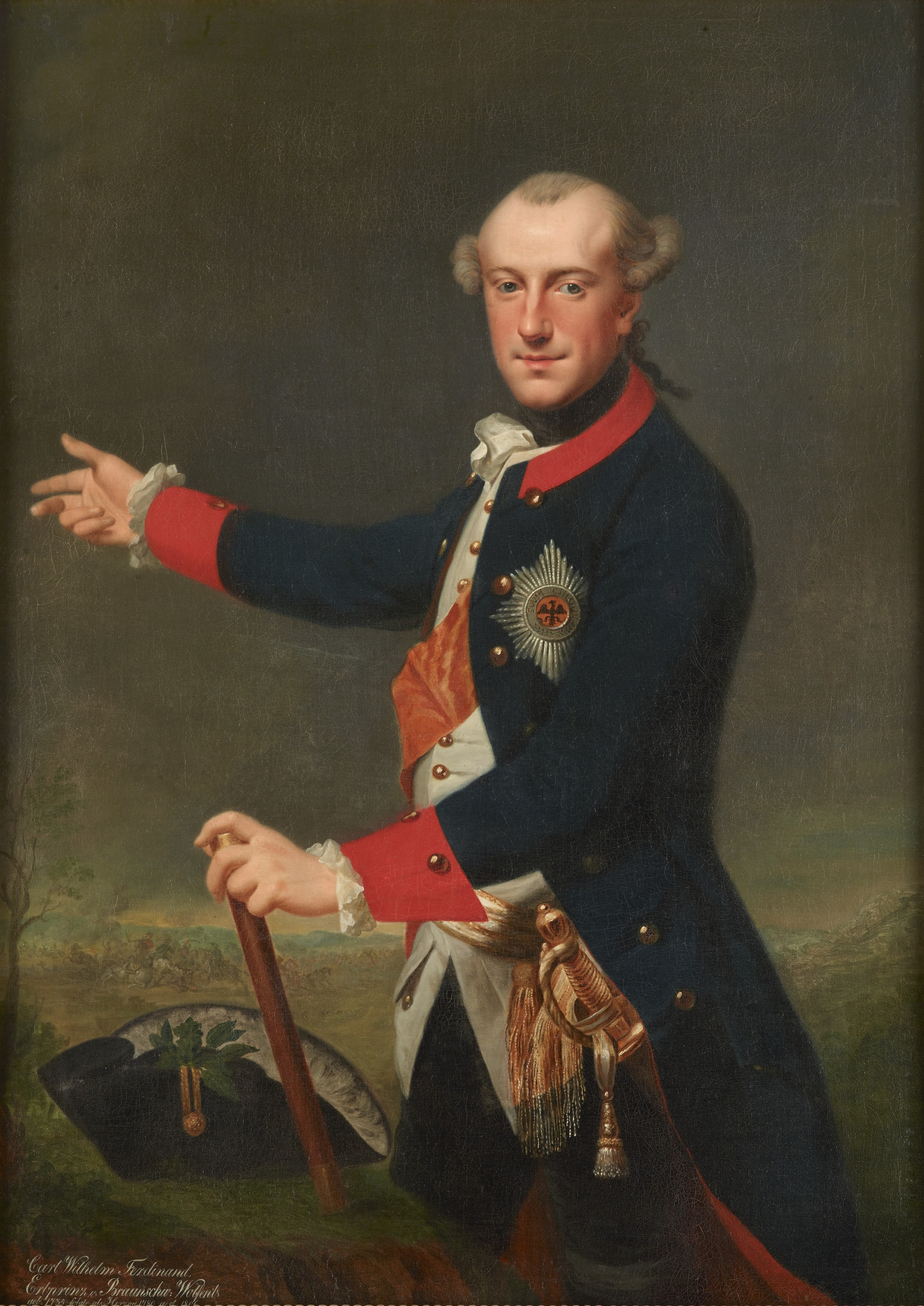
Наследный принц Брауншвейгский

Отряд барона Глаубица (7 батальонов пехоты, гусарский полк Бершени), стоявший в Зигенхайне на берегу реки Ом, находился от основных французских сил на расстоянии 8 прусских миль (60—65 километров). Изолированное положение отряда было использовано главнокомандующим Союзной армии Фердинандом Брауншвейгским, 14 июля 1760 года направившим против него 6 батальонов пехоты, а также несколько эскадронов иррегулярной кавалерии и гусар Люкнера, а также недавно сформированный 15-й английский драгунский полк, под общим руководством наследного принца Брауншвейгского. Вторым заданием похода было взятие Марбурга. Принц был накануне ранен в бою при Корбахе и, несмотря на ранение, возглавил поход, по рассказам, желая отомстить за поражение при Корбахе.
Для французов приближение противника не осталось тайной, и Глаубиц решает отступить к Кирххайну (городок в 12 километрах от современного Марбурга). Но, поскольку во время марша он легкомысленно пренебрёг мерами предосторожности, союзникам удалось обойти французов лесом и у деревни Эмсдорф (ныне район Кирххайна) неожиданно напасть на их тыл и левый фланг. Ошеломлённые внезапным нападением, солдаты Глаубица не оказали практически никакого сопротивления и бежали в Кирххайн. Здесь они натолкнулись на засаду: союзники заняли мост батальоном пехоты. Тогда французы попытались уйти под прикрытие леса и отступить, но и это им не удалось: в то время как драгуны атаковали ряды пехоты, гусары союзников разбили в схватке французских гусар. 
В итоге отряд барона Глаубица был полностью разбит. В плен попали сам Глаубиц, бригадный генерал принц Анхальт-Кётен-Плес, с ними 179 офицеров и 2480 нижних чинов. Было захвачено 8 орудий. Лишь французским гусарам удалось спастись бегством. Ещё один батальон Глаубица, отделенный ранее для сопровождения транспорта с хлебом в Марбург, избежал общей участи. Потери союзников составили 186 человек, из них большую часть потерь (125 человек) понесли английские драгуны, для которых эта схватка явилась боевым крещением.
Действия принца Брауншвейгского завершилась бы полным успехом, если бы ему удалось выполнить и вторую часть задачи, взяв Марбург. Он, однако, нашёл город сильно укреплённым и, не рискнув пойти на штурм, возвратился со своей добычей к главным силам.